# Зокх
Творческое объединение «Зокх» — студия театра, кино и телевидения. Государственное учреждение при Министерстве культуры Республики Ингушетия.
Зокх — ингушский юмористический проект, созданный и претворенный в жизнь, изначально как телевизионная передача, артистами Ингушского Государственного драматического театра им. И. Базоркина — Ахмедом Евлоевым, Муртазом Озиевым, Адамом Бузуртановым, Мариной Сакаловой, Эсет Сусуркиевой, Зульфией Кукурхоевой и специалистом ГТРК «Ингушетия» Мадиной Дзортовой.

## История
18 января 1997 года на ГТРК «Ингушетия» вышла в эфир первая юмористическая программа «Зокх», в которой были представлены комедийные миниатюры. Полтора года телепередача «Зокх» выходила в эфир ингушского телевидения практически каждый месяц.
20 июля 1998 года Постановлением Правительства РИ № 189 на основе авторского телевизионного проекта выпускницы режиссёрского факультета, специалиста рекламного отдела ГТРК «Ингушетия» Мадины Дзортовой и артистов Ингушского Государственного драматического театра им. И. Базоркина — Ахмеда Евлоева, Муртаза Озиева, Адама Бузуртанова, Марины Сакаловой, Эсет Сусуркиевой и Зульфии Кукурхоевой было образовано "Государственное учреждение творческое объединение «Зокх».
18 января 2004 году состоялись гастроли в Москве. В концертном центре «Меридиан» артисты «Зокх» дали спектакль-концерт для жителей столицы России.
В феврале того же года коллектив «Зокх» в составе правительственной делегации Республики Ингушетия побывал в Казахстане. Концерты коллектива прошли в гг. Алмата, Астана, Павлодар и Кокчетав. Во всех городах у актеров состоялись встречи с представителями вайнахской диаспоры и руководством областей и городов. Везде, где живут вайнахи, «Зокх» хорошо известен и почитаем за мастерство и самобытность. На всех концертах «Зокх» был аншлаг.

## Состав
Коллектив «Творческого объединения — Зокх» состоит из 40 человек, 25 из которых являются техническими специалистами.

Большинство актеров «Зокх», совмещая работу являются артистами республиканских театров.

## Достижения
- 1-е место «За лучший комедийный отрывок из спектакля» в региональном конкурсе в г.Нальчик (2005 г.)
- Финалист Всероссийского телевизионного конкурса «ТЭФИ-регион 2005» в г.Сочи
- Диплом и Специальный приз Международного жюри и Генеральной дирекции за сборник киноновелл на Международном Телекинофоруме «Вместе» в г.Ялта.